# Жуниор (футболист)
Леовежилдо Линс да Гама Жуниор (порт.-браз. Leovegildo Lins da Gama Júnior; род. 29 июня 1954, Жуан-Песоа, Параиба) — бразильский футболист, выступавший на позициях левого защитника и центрального полузащитника. Провёл 69 матчей и забил 6 голов за сборную Бразилии. Лучший футболист Бразилии 1992 года. Рекордсмен клуба «Фламенго» по количеству проведённых матчей — 857 игр, вместе с неофициальными турнирами — 876 игр. Занимает 59 место среди лучших игроков XX века по версии журнала Placar, входит в список лучших левых защитников XX века по версии журнала Voetbal International. Является членом ФИФА 100. Именем Жуниора названа площадка для пляжного футбола в Рио-де-Жанейро

## Карьера
Жуниор родился в Жуан-Песоа, штат Параиба, в семье владельца фабрики по производству мозаики для плитки и полов Леовижелдо Линса да Гамы и Вилмы де Мело Гамы, но ещё в детстве переехал в Рио-де-Жанейро. Чему поспособствовала смерть его деда Антониу Гама, который был видным бизнесменом в Жуан-Песоа. Помимо самого Жуниора, в семье было ещё три сына: старший Лину, который играл в волейбольной сборной Бразилии, Луис Эдуарду (Нена), игравший в клубе «Португеза Сантиста», и младший брат Леонарду. В Рио Жуниор играл на поле, расположенной в районе Домингос Феррейра. В возрасте 13-ти лет он играл на пляже, выступая за местную команду «Жувентус», а через год выступал за мини-футбольный клуб «Сириу-и-Либанес». Потом выступал за мини-футбольный «Фламенго» и клуб «Сентро Исраэлита Бразилейру». Он проходил просмотры в «Америке» и «Флуминенсе», но в результате оказался в «Ботафого», выступая в молодёжном составе. Когда он предложил тренеру попробовать его в центре поля, тот сказал, что в центре играет Мендонса, будущая звезда, и что ему там не найдётся места. Это так не понравилось Жуниору, что он покинул стан клуба и возвратился в пляжный футбол. Там его, 19-ти летнего, и увидел Модесто Брия, приглашенный другом его двоюродного дедушки, бывший игрок и действующий тренер молодёжного состава футбольного «Фламенго», который пригласил молодого футболиста на просмотр. Просмотр был удачен, и с 1973 года Жуниор начал выступать за молодёжный состав команды. При этом Жуниор попал в команду, в которой играл его любимый футболист Самароне.
Жуниор дебютировал в основном составе «Фламенго» 6 ноября 1974 года в матче Кубка депутата Жозе Гарсия Нету против «Операрио» (2:2), выйдя на замену вместо Умберту Монтейру. 20 ноября он сыграл первый официальный матч за клуб против «Мадурейры» (1:0), где он также заменил Монтейру. 8 декабря он забил первый гол за «Фламенго», поразив ворота «Америки». Первоначально Жуниор был правым защитником, и даже прославился в этом качестве, забив второй из голов в матче с «[Америкой» 15 декабря, который принес победу в игре и чемпионата штата Рио-де-Жанейро. С 1976 года, после прихода в клуб тренера Клаудио Коутиньо и правого защитника Тониньо Баияно, Жуниор был переведён на левый фланг обороны. Там он недолго был дублёром Вандерлея Лушембурго. То время, когда Жуниор стал игроком основы «Менго», пришлось на один из самых лучших периодов в истории клуба. Команда, состоящая из Зико, Адилио, Пауло Сезара Карпежиани, Нунеса, Леандро, Андраде, Титы и самого Жуниора, выиграла три чемпионата штата Рио-де-Жанейро и чемпионата Бразилии, первый из которых при небесспорном судействе Жозе Арагана, ошибочно удалившего у соперника — «Атлетико Минейро», ведущего форварда Рейналдо, забившего в той встрече дважды. Титул в результате достался «Фламенго» благодаря лучшим дополнительным показателям. В 1981 году были выиграны Кубок Либертадорес и Межконтинентальный кубок. В финальной серии игр Кубка Либертадорес с чилийским «Кобрелоа». После первой победы, во втором матче капитан противников Марио Сото неким предметом нанёс резанную рану на брови Адилио, на ухе Лико и глазу Тите, на что судья не обратил внимания. Сам Жуниор предположил, что это могло быть кольцо, а могло быть лезвие бритвы. Третий матч проходил в Монтевидео и завершился победой «Рубро-негро» с дракой Жозе Антонио Анселмо и Сото, двумя удалениями этих игроков и пострадавшим менеджером «Фламенго», которого избили местные полицейские. В том же году по опросу газеты «El Mundo» он занял третье место в списке лучших игроков Южной Америки, уступив только Зико и Диего Марадоне. После 1981 года контракт футболисту предложил мадридский «Реал», но сам защитник отказался.
В 1984 году Жуниор был куплен итальянским клубом «Торино» за 2 млн долларов. В ходе первого сезона бразилец попросил руководство клуба передвинуть его ближе к атаке. И клуб, ведомый своими лидерами, Жуниором и Джезеппе Доссеной смог завоевать серебряные медали серии А. А Жуниор ещё и стал лучшим бомбардиром сезона в клубе с 10-ю забитыми голами. В том же сезоне у Жуниора было два неприятных эпизода с болельщиками команд соперников: в гостевой встрече с «Миланом», болельщики россонери сильно оскобляли футболиста и даже плевали в него, а во встрече с «Ювентусом», фанаты этой команды обзывали футболиста по расовому признаку. Болельщики «Торино» пытались ответить, в свою очередь скандируя: «Лучше чернокожие, чем ювентино». В следующем сезоне футболист сохранял высокий уровень игры, проведя все 30 матчей в чемпионате, в котором клуб занял 4 место. И годом позже Жуниор оставался основным игроком «Торино»: он провёл за сезон больше всех игр — 45. Однако по ходу сезона у него случился конфликт с главным тренером команды Луиджи Радиче, которого бразилец назвал эгоистом, не признающим своих ошибок, а сам тренер был недоволен и Жуниором, и Доссеной, которые имели очень большой авторитет в команде. «Торино» закончил сезон на 10 месте, а Жуниор принял решение покинуть клуб, перебравшись в «Пескару», которая только что вышла в серию А. Уже после окончания карьеры, бразилец сказал, что «„Торино“ было одним из лучших и величайших событий в его жизни». Жуниор сразу стал лидером коллектива, капитаном команды и любимцем публики, он даже вёл собственное шоу на местной телеканале под названием «Брази… Лео». В первом сезоне клуб занял 14-е место, что позволило ему сохранить место в высшем итальянском дивизионе. Однако через год клуб занял 15-е место и вылетел в Серию В. Жуниор был признан лучшим игроком клуба в сезоне, вошёл в список лучших 11-ти игроков чемпионата, а также занял второе место в списке лучших иностранных игроков сезона в серии А, уступив только Лотару Маттеусу.
В 1989 году Жуниор возвратился в Бразилию, вновь надев майку «Фламенго», несмотря на предложения от «Фиорентины» и «Асколи». Он выиграл с клубом Кубок Бразилии в 1990 году и чемпионат штата годом позже, забив гол в решающем матче с «Флуминенсе». В команде он являлся проводником идей главного тренера клуба Карлиньоса на поле, был капитаном и лидером команды. В июне 1991 года он был арендован «Торино», чтобы сыграть в розыгрыше Кубка Митропы. Турнира, в котором клуб бразильца победил, а сам игрок сыграл два матча. А годом позже Жуниор, в возрасте 38 лет, помог клубу выиграл титул чемпиона Бразилии, при этом он забил несколько важных голов, включая два в решающих матчах с «Ботафого». А по итогам года заслужил «Золотой мяч» лучшему игроку чемпионата. После этого он завершил карьеру, проведя, в общей сложности, за «Фламенго» 876 игр и забив 77 голов, по другому подсчёту — 865 игр и забив 74 гола, по другим данным 857 игр и 73 гола, по третьим — 872 игры, по ещё одному подсчёту — 874 игры и 77 голов. Последний матч за клуб футболист провёл 19 августа 1993 года во время любительского турнира в Милане против «Интера» (1:2).
После ухода из футбола, Жуниор стал комментатором на канале O Globo, а также работал в футбольной школе для малообеспеченных детей в Вила Винтем. В сентябре 1993 года, сразу после завершения игровой карьеры, Жуниор стал главным тренером «Фламенго». Клуб под его руководством выиграл четыре первых матча в чемпионате Бразилии, но затем результаты ухудшились, и клуб по результатам сезона занял третье место. Также он дошёл до финала Суперкубка Либертадорес, где проиграл «Сан-Паулу» в серии пенальти. На следующий год «Фламенго» занял второе место в чемпионате Рио-де-Жанейро, уступив лишь одно очко «Васко да Гаме». После этого, Жуниор ушёл со своего поста. И через месяц стал работать наблюдателем в сборной, которая выиграла чемпионат мира. В январе 1997 года он во второй раз возглавил «Фламенго». Жуниор привёл клуб ко второму месту в турнире Рио-Сан-Паулу. Он проработал по апреля, уволившись после ничьи с «Мадурейрой». Под руководством Жуниора «Фламенго» провёл 67 матчей, выиграв 33, 18 сведя вничью и 16 проиграв. В 2003 году он стал главным тренером «Коринтианса». Период Жуниора в клубе составил лишь 10 дней: в них уместились два поражения, оба — со счётом 0:3, от «Сан-Каэтано» и «Сан-Паулу», после которых он ушёл в отставку. Сам тренер жаловался, что у клуба нет центрального нападающего и на слабый, для такого «большого» клуба, состав. В 2004 года Жуниор работал спортивным директором «Фламенго».

## Международная карьера
22 мая 1976 года Жуниор дебютировал в составе молодёжной сборной Бразилии в матче с Мексикой. Он же поехал в составе сборной на Олимпиаду. На турнире команда заняла 4 место, а сам Жуниор провёл все матчи и даже забил гол, поразив ворота Израиля в четвертьфинале.
17 июня 1979 года Жуниор дебютировал в составе первой сборной Бразилии в товарищеской игре с Парагваем (6:0). В 1979 году он поехал в составе сборной на Кубок Америки, где провёл три игры, уступив по ходу турнира место Педриньо. В 1980 году он поехал на Мундиалито, турнир где участвовали все сборные, становившиеся чемпионами мира. На этом турнире 7 января 1981 года он забил первый гол, поразив ворота сборной ФРГ. Бразилия дошла до финала, где проиграла Уругваю. Жуниор провёл все матчи. 29 марта он забил второй мяч за национальную команду, поразив ворота Венесуэлы в квалификации чемпионата мира. На сам турнир защитник поехал в качестве основного футболиста. Бразилия выиграла четыре матча подряд, при этом с Аргентиной (3:1), Жуниор забил. Однако в матче с итальянцами во втором групповом раунде Бразилия проиграла, вылетев из турнира. Сам бразилец вошёл в символическую сборную турнира.
В 1983 году Жуниор поехал на Кубок Америки. И в первом матче турнира 17 марта с Эквадором (1:0) он вышел на поле с капитанской повязкой. Он провёл ещё два последующих матча в качестве капитана, пока не уступил её Сократесу во встрее с Аргентиной. Затем защитник, при отсутствии Сократеса, ещё три матча провёл в качестве капитана команды. Лишь в последнем матче Сократес вышел на поле в стартовом составе, и Жуниор уступил ему капитанство. Сама Бразилия на турнире завоевала второе место. В 1986 году Жуниор поехал в составе национальной команды на чемпионат мира. В отличие от турнира 4-летней давности, главный тренер бразильцев Теле Сантана, поставил футболиста в центр поля. Бразилия выиграла 4 матча подряд, не пропустив ни одного мяча, однако в четвертьфинале она сыграла вничью со сборной Франции, проиграв в послематчевой серии пенальти.
Только спустя три года Жуниор надел футболку национальной команды, 27 марта 1989 года выйдя на поле в матче со сборной мира (1:2). Затем опять состоялся длинный перерыв, и футболист 15 апреля 1992 года сыграл в товарищеском матче с Финлянией (3:1), при этом он вывел сборную в качестве капитана команды. 31 июля того же года на международном товарищеском турнире в Лос-Анджелесе в матче со сборной Мексики (5:0) Жуниор был удалён за две желтые карточки, это удаление было первым у него за национальную сборную. 16 декабря того же года он провёл последний матч за сборную страны, в нём Бразилия обыграла Германию со счётом 3:1, а сам Жуниор заменил по ходу встречи Луиса Энрике. Всего за национальную команду Жуниор провёл 74 матча, из них 69 официальных, и забил 6 голов.

## Пляжный футбол
После окончания карьеры стал игроком в пляжный футбол, в котором он дебютировал в 1993 году, после одного из создателей игры Джанкарло Синьорини, который рассчитывал на популярность бразильца для популяризации игры. Тот помог и организовал первый международный турнир, в финале которого Бразилия обыграла Аргентину со счётом 5:4. После турнира они улучшили правила, изменили форму судейства, размеры поля и организовали первый чемпионат мира по пляжному футболу, в котором победили бразильцы, а Жуниор вместе с Зико стал лучшим игроком турнира. Годом позже он вновь выиграл турнир, а в 1997 году стал не только победителем, но и лучшим игроком и бомбардиром соревнования. Это же он повторил в 1998 году, в 1999 году он стал только победителем и лучшим бомбардиром, но в 2000 году он выиграл обе индивидуальные награды. Он участвовал и в 2001 году, но на турнире бразильцы стал лишь 4-ми. Также Жуниор выиграл пять Кубков Америки. Всего за пляжную сборную Бразилии забил 201 гол.

## Статистика

### Клубная
| Сезон     | Клуб     | Лига    | Чемпионат | Чемпионат | Кубок | Кубок | Междун. | Междун. | Прочие | Прочие | Лига Кариока | Лига Кариока | Всего | Всего |
| Сезон     | Клуб     | Лига    | Игры      | Голы      | Игры  | Голы  | Игры    | Голы    | Игры   | Голы   | Игры         | Голы         | Игры  | Голы  |
| --------- | -------- | ------- | --------- | --------- | ----- | ----- | ------- | ------- | ------ | ------ | ------------ | ------------ | ----- | ----- |
| 1974      | Фламенго | Серия А | 0         | 0         | —     | —     | 0       | 0       | 3      | 0      | 8            | 2            | 11    | 2     |
| 1975      | Фламенго | Серия А | 27        | 0         | —     | —     | 0       | 0       | 34     | 0      | 18           | 0            | 79    | 0     |
| 1976      | Фламенго | Серия А | 21        | 1         | —     | —     | 0       | 0       | 42     | 2      | 3            | 0            | 66    | 3     |
| 1977      | Фламенго | Серия А | 13        | 0         | —     | —     | 0       | 0       | 28     | 2      | 14           | 0            | 55    | 2     |
| 1978      | Фламенго | Серия А | 30        | 4         | —     | —     | 0       | 0       | 38     | 7      | 11           | 2            | 79    | 13    |
| 1979      | Фламенго | Серия А | 10        | 1         | —     | —     | 0       | 0       | 33     | 1      | 32           | 4            | 75    | 6     |
| 1980      | Фламенго | Серия А | 20        | 0         | —     | —     | 0       | 0       | 21     | 1      | 21           | 4            | 62    | 5     |
| 1981      | Фламенго | Серия А | 7         | 0         | —     | —     | 15      | 0       | 15     | 1      | 22           | 2            | 59    | 3     |
| 1982      | Фламенго | Серия А | 23        | 0         | —     | —     | 4       | 1       | 6      | 1      | 23           | 2            | 56    | 4     |
| 1983      | Фламенго | Серия А | 26        | 0         | —     | —     | 4       | 0       | 8      | 2      | 23           | 2            | 61    | 4     |
| 1984      | Фламенго | Серия А | 20        | 0         | —     | —     | 6       | 0       | 2      | 1      | 0            | 0            | 28    | 1     |
| 1984/1985 | Торино   | Серия А | 26        | 7         | 6     | 3     | —       | —       | —      | —      | —            | —            | 32    | 10    |
| 1985/1986 | Торино   | Серия А | 30        | 4         | 6     | 2     | 4       | 1       | 0      | 0      | —            | —            | 40    | 7     |
| 1986/1987 | Торино   | Серия А | 30        | 1         | 7     | 0     | 8       | 0       | —      | —      | —            | —            | 45    | 1     |
| 1987/1988 | Пескара  | Серия А | 28        | 3         | 7     | 4     | —       | —       | —      | —      | —            | —            | 35    | 7     |
| 1988/1989 | Пескара  | Серия А | 34        | 3         | 8     | 1     | —       | —       | —      | —      | —            | —            | 42    | 4     |
| 1989      | Фламенго | Серия А | 15        | 1         | 3     | 1     | 3       | 0       | 2      | 1      | 0            | 0            | 23    | 3     |
| 1990      | Фламенго | Серия А | 11        | 0         | 5     | 0     | 0       | 0       | 13     | 1      | 22           | 2            | 51    | 3     |
| 1991      | Фламенго | Серия А | 17        | 0         | 1     | 0     | 14      | 2       | 19     | 3      | 23           | 2            | 74    | 7     |
| 1992      | Фламенго | Серия А | 25        | 9         | 0     | 0     | 6       | 1       | 6      | 0      | 19           | 6            | 56    | 16    |
| 1993      | Фламенго | Серия А | 0         | 0         | 8     | 1     | 10      | 1       | 10     | 0      | 13           | 3            | 41    | 5     |

1. ↑  Национальные кубки, включая матчи Суперкубка Бразилии
2. ↑  Включает матчи Кубка УЕФА, Кубка Либертадорес, Суперкубка Либертадорес, Межконтинентального кубка
3. ↑  Включает товарищеские матчи, розыгрыши Кубка Гуанабары и Трофея Рио (проводились в виде отдельных турниров до 1982 года, статистика с 1982 года в колонке Лига Кариока), матчи розыгрыша Кубка депутата Жозе Гарсии Нету, Трофея Марешала Кастру Лимы, Кубка города Кабу-Фриу, Кубка Жоао Авеланжа 1975 года, Турнира Леонину Кайаду[порт.], Кубка Жозе Алтафини, Четырёхугольного турнира Жундиай, Трофея губернатора Роберту Сантуса, Кубка города Сан-Паулу, Трофея губернатора Элму Сережу, Кубка Нелсона Родригеса, Четырёхугольного турнира Мату-Гросу, Кубка префектуры муниципалитета Манауса, Кубка Дуки-ди-Кашиас, Кубка Жералду Клеофас Диаса Алвеса[порт.], Четырёхугольного турнира Витории, Кубка города де Алфенаса, Кубка основания Рио-де-Жанейро, Трофея мэра Мелу Реиса, Трофея Антониу Валмира Кампелу Бесерры, Трофея Тересы Эрреры[порт.], Турнира города Пальма-де-Мальорка[порт.], Кубка Золотого года Бразилии, Турнира Рамона де Каррансы, Трофея Жуана Батисты Фигейреду, Трофея Аленкара Пиреса Баррозу, Международного турнира в Неаполе[порт.], Турнира города Сантандер[порт.], Трофея Перуджи, Мундиалито среди клубов[порт.], Кубка конфедерации Бразилии и Парагвая по футболу[порт.], Кубка губернатора Ари Рибейру Валадана Филью[порт.], Летнего трофея Фрибургу, Кубка порта Гамбурга[порт.], Кубка Рио-да-Жанейро, Трофея Бриксена, Турнира Берна[порт.], Турнира Парижа[порт.], Кубка Столицы, Кубка Мальборо[порт.], Кубка Шарпа, Кубка Дружбы в Чили, Турнира в Милане, Турнира автономии Мадейры[порт.], Турнира столетия Генуи, Трофея Раула Плассманна, Трофея города Ла-Линеа[порт.], Трофея Хуана Акуньи[исп.], Чемпионского кубка Брама[порт.]

### Международная
| №  | Дата             | Место проведения        | Соперник                   | Счёт              | Голы | Соревнование            |
| -- | ---------------- | ----------------------- | -------------------------- | ----------------- | ---- | ----------------------- |
| 1  | 17 июля 1979     | Рио-де-Жанейро          | Парагвай                   | 6:0               | —    | Товарищеский матч       |
| 2  | 31 мая 1979      | Рио-де-Жанейро          | Уругвай                    | 5:1               | —    | Товарищеский матч       |
| 3  | 21 июня 1979     | Сан-Паулу               | Аякс (Амстердам)           | 5:0               | —    | Товарищеский матч       |
| 4  | 26 июля 1979     | Ла-Пас                  | Боливия                    | 1:2               | —    | Кубок Америки 1979      |
| 5  | 16 августа 1979  | Сан-Паулу               | Боливия                    | 2:0               | —    | Кубок Америки 1979      |
| 6  | 23 августа 1979  | Буэнос-Айрес            | Аргентина                  | 2:2               | —    | Кубок Америки 1979      |
| 7  | 2 апреля 1980    | Рио-де-Жанейро          | Бразилия (до 20)           | 7:1               | —    | Товарищеский матч       |
| 8  | 1 мая 1980       | Тагуатинга              | Сборная штата Минас-Жерайс | 7:1               | 1    | Товарищеский матч       |
| 9  | 15 июня 1980     | Рио-де-Жанейро          | СССР                       | 1:2               | —    | Товарищеский матч       |
| 10 | 15 июня 1980     | Белу-Оризонти           | Чили                       | 2:1               | —    | Товарищеский матч       |
| 11 | 26 июня 1980     | Сан-Паулу               | Польша                     | 1:1               | —    | Товарищеский матч       |
| 12 | 27 августа 1980  | Форталеза               | Уругвай                    | 1:0               | —    | Товарищеский матч       |
| 13 | 25 сентября 1980 | Асунсьон                | Парагвай                   | 2:1               | —    | Товарищеский матч       |
| 14 | 30 октября 1980  | Гояния                  | Парагвай                   | 6:0               | —    | Товарищеский матч       |
| 15 | 21 декабря 1980  | Куяба                   | Швейцария                  | 2:0               | —    | Товарищеский матч       |
| 16 | 4 января 1981    | Монтевидео              | Аргентина                  | 1:1               | —    | Мундиалито              |
| 17 | 7 января 1981    | Монтевидео              | ФРГ                        | 4:1               | 1    | Мундиалито              |
| 18 | 10 января 1981   | Монтевидео              | Уругвай                    | 1:2               | —    | Мундиалито              |
| 19 | 1 февраля 1981   | Богота                  | Колумбия                   | 1:1               | —    | Товарищеский матч       |
| 20 | 8 февраля 1981   | Каракас                 | Венесуэла                  | 1:0               | —    | Отборочный матч ЧМ-1982 |
| 21 | 14 февраля 1981  | Кито                    | Эквадор                    | 6:0               | —    | Отборочный матч ЧМ-1982 |
| 22 | 22 февраля 1981  | Ла-Пас                  | Боливия                    | 2:1               | —    | Отборочный матч ЧМ-1982 |
| 23 | 14 марта 1981    | Рибейран-Прету          | Чили                       | 2:1               | —    | Товарищеский матч       |
| 24 | 22 марта 1981    | Рио-де-Жанейро          | Боливия                    | 3:1               | —    | Отборочный матч ЧМ-1982 |
| 25 | 29 марта 1981    | Гояния                  | Венесуэла                  | 5:0               | 1    | Отборочный матч ЧМ-1982 |
| 26 | 12 мая 1981      | Лондон                  | Англия                     | 1:0               | —    | Товарищеский матч       |
| 27 | 15 мая 1981      | Париж                   | Франция                    | 3:1               | —    | Товарищеский матч       |
| 28 | 19 мая 1981      | Штутгарт                | ФРГ                        | 1:1               | 1    | Товарищеский матч       |
| 29 | 8 июля 1981      | Салвадор                | Испания                    | 1:0               | —    | Товарищеский матч       |
| 30 | 26 августа 1981  | Сантьяго                | Чили                       | 0:0               | —    | Товарищеский матч       |
| 31 | 23 сентября 1981 | Масейо                  | Сборная клубов Ирландии    | 6:0               | —    | Товарищеский матч       |
| 32 | 28 октября 1981  | Порту-Алегри            | Болгария                   | 3:0               | —    | Товарищеский матч       |
| 33 | 26 января 1982   | Натал                   | ГДР                        | 3:1               | —    | Товарищеский матч       |
| 34 | 3 марта 1982     | Сан-Паулу               | Чехословакия               | 1:1               | —    | Товарищеский матч       |
| 35 | 21 марта 1982    | Рио-де-Жанейро          | ФРГ                        | 1:0               | 1    | Товарищеский матч       |
| 36 | 5 мая 1982       | Сан-Луис                | Португалия                 | 3:1               | 1    | Товарищеский матч       |
| 37 | 19 мая 1982      | Ресифи                  | Швейцария                  | 1:1               | —    | Товарищеский матч       |
| 38 | 27 мая 1982      | Уберландия              | Ирландия                   | 7:0               | —    | Товарищеский матч       |
| 39 | 14 июня 1982     | Севилья                 | СССР                       | 2:1               | —    | ЧМ-1982. Групповой этап |
| 40 | 18 июня 1982     | Севилья                 | Шотландия                  | 4:1               | —    | ЧМ-1982. Групповой этап |
| 41 | 23 июня 1982     | Севилья                 | Новая Зеландия             | 4:0               | —    | ЧМ-1982. Групповой этап |
| 42 | 2 июля 1982      | Барселона               | Аргентина                  | 3:1               | 1    | ЧМ-1982. Групповой этап |
| 43 | 5 июля 1982      | Барселона               | Италия                     | 2:3               | —    | ЧМ-1982. Групповой этап |
| 44 | 28 апреля 1983   | Рио-де-Жанейро          | Чили                       | 3:2               | —    | Товарищеский матч       |
| 45 | 28 июля 1983     | Сантьяго                | Чили                       | 0:0               | —    | Товарищеский матч       |
| 46 | 17 августа 1983  | Кито                    | Эквадор                    | 1:0               | —    | Кубок Америки 1983      |
| 47 | 24 августа 1983  | Буэнос-Айрес            | Аргентина                  | 0:1               | —    | Кубок Америки 1983      |
| 48 | 1 сентября 1983  | Гояния                  | Эквадор                    | 5:0               | —    | Кубок Америки 1983      |
| 49 | 14 сентября 1983 | Рио-де-Жанейро          | Аргентина                  | 0:0               | —    | Кубок Америки 1983      |
| 50 | 13 октября 1983  | Асунсьон                | Парагвай                   | 1:1               | —    | Кубок Америки 1983      |
| 51 | 20 октября 1983  | Уберландия              | Парагвай                   | 0:0               | —    | Кубок Америки 1983      |
| 52 | 27 октября 1983  | Монтевидео              | Уругвай                    | 0:2               | —    | Кубок Америки 1983      |
| 53 | 4 ноября 1983    | Салвадор                | Уругвай                    | 1:1               | —    | Кубок Америки 1983      |
| 54 | 10 июня 1984     | Рио-де-Жанейро          | Англия                     | 0:2               | —    | Товарищеский матч       |
| 55 | 2 июня 1985      | Санта-Крус-де-ла-Сьерра | Боливия                    | 2:0               | —    | Отборочный матч ЧМ-1986 |
| 56 | 8 июня 1985      | Порту-Алегри            | Чили                       | 3:1               | —    | Товарищеский матч       |
| 57 | 16 июня 1985     | Асунсьон                | Парагвай                   | 2:0               | —    | Отборочный матч ЧМ-1986 |
| 58 | 23 июня 1985     | Рио-де-Жанейро          | Парагвай                   | 1:1               | —    | Отборочный матч ЧМ-1986 |
| 59 | 30 июня 1985     | Сан-Паулу               | Боливия                    | 1:1               | —    | Отборочный матч ЧМ-1986 |
| 60 | 7 мая 1986       | Куритиба                | Чили                       | 1:1               | —    | Товарищеский матч       |
| 61 | 1 июня 1986      | Гвадалахара             | Испания                    | 1:0               | —    | ЧМ-1986. Групповой этап |
| 62 | 6 июня 1986      | Гвадалахара             | Алжир                      | 1:0               | —    | ЧМ-1986. Групповой этап |
| 63 | 12 июня 1986     | Гвадалахара             | Северная Ирландия          | 3:0               | —    | ЧМ-1986. Групповой этап |
| 64 | 16 июня 1986     | Гвадалахара             | Польша                     | 4:0               | —    | ЧМ-1986. 1/8 финала     |
| 65 | 21 июня 1986     | Гвадалахара             | Франция                    | 1:1 (3:4 по пен.) | —    | ЧМ-1986. 1/4 финала     |
| 66 | 27 марта 1989    | Удине                   | Сборная мира               | 1:2               | —    | Товарищеский матч       |
| 67 | 15 апреля 1992   | Куяба                   | Финляндия                  | 3:1               | —    | Товарищеский матч       |
| 68 | 30 апреля 1992   | Монтевидео              | Уругвай                    | 0:1               | —    | Товарищеский матч       |
| 69 | 17 мая 1992      | Лондон                  | Англия                     | 1:1               | —    | Товарищеский матч       |
| 70 | 31 июля 1992     | Лос-Анджелес            | Мексика                    | 5:0               | —    | Кубок Дружбы            |
| 71 | 26 августа 1992  | Париж                   | Франция                    | 2:0               | —    | Товарищеский матч       |
| 72 | 23 сентября 1992 | Паранаваи               | Коста-Рика                 | 4:2               | —    | Товарищеский матч       |
| 73 | 25 ноября 1992   | Кампина-Гранди          | Уругвай                    | 1:2               | —    | Товарищеский матч       |
| 74 | 16 декабря 1992  | Порту-Алегри            | Германия                   | 3:1               | —    | Товарищеский матч       |

## Достижения

### Командные
- Чемпион штата Рио-де-Жанейро: 1974, 1978, 1979, 1979 (Специальный турнир), 1981, 1991
- Кубка Гуанабара: 1978, 1979, 1980, 1981, 1982
- Обладатель Чемпион Бразилии: 1980, 1982, 1983, 1992
- Обладатель Кубка Либертадорес: 1981
- Обладатель Межконтинентального Кубка: 1981
- Обладатель Кубка Италии: 1986
- Обладатель Кубка Бразилии: 1990
- Обладатель трофея Рио: 1991
- Обладатель Кубка Митропы: 1991

### Личные
- Обладатель «Серебряного мяча» Бразилии: 1980, 1983, 1984, 1991, 1992
- Член символической сборной чемпионата мира: 1982
- Футболист года в Бразилии: 1992

### Пляжный футбол

#### Командные
- Обладатель Кубка Америки по пляжному футболу: 1995, 1996, 1997, 1998, 1999
- Чемпион мира по пляжному футболу: 1995, 1996, 1997, 1998, 1999
- Обладатель Кубка Меркосур по пляжному футболу: 1998, 1999, 2001
- Обладатель Латинского кубка по пляжному футболу: 1998, 1999

#### Личные
- Лучший игрок чемпионата мира по пляжному футболу: 1995, 1997, 1998, 2000
- Лучший бомбардир чемпионата мира по пляжному футболу: 1997 (11 голов), 1998 (14 голов), 1999 (10 голов), 2000 (13 голов)

## Личная жизнь
Жуниор женат. Супруга — Элоиза. У них трое детей — Вивиана, Каролина и сын Родригу. Старший Родригу был профессиональным футболистом, выиграл юношеский чемпионат Рио-де-Жанейро в 2002 году, а затем выступал в «Бангу» и «Америке». Вивиана стала хореографом и педагогом по танцам, а Каролина работает стилистом на телеканале Globo.
В 1982 году Жуниор записал диск с песнями под названием «Voa Canarinho», который дважды стал платиновым и разошёлся тиражом в 726 тыс. экземпляров.
Жуниор, ещё будучи молодым человеком, сдал вступительный экзамен в университет по профессии ветеринарии, но предпочёл футбол. Позже он, уже будучи известным футболистом, поступил в колледж Кандиду Мендеса, но проучился там только до второго курса.